# Рейнерволд
Рейнерволд (нід. Ruinerwold) — село в нідерландській провінції Дренте. Входить до муніципалітету Де-Волден.
Його площа становить 34,45 км², а населення станом на 2021 рік складало 3 950 осіб.
Перша згадка про населений пункт датується 1792 роком.
До 1998 року мало статус окремого муніципалітету.

## Галерея

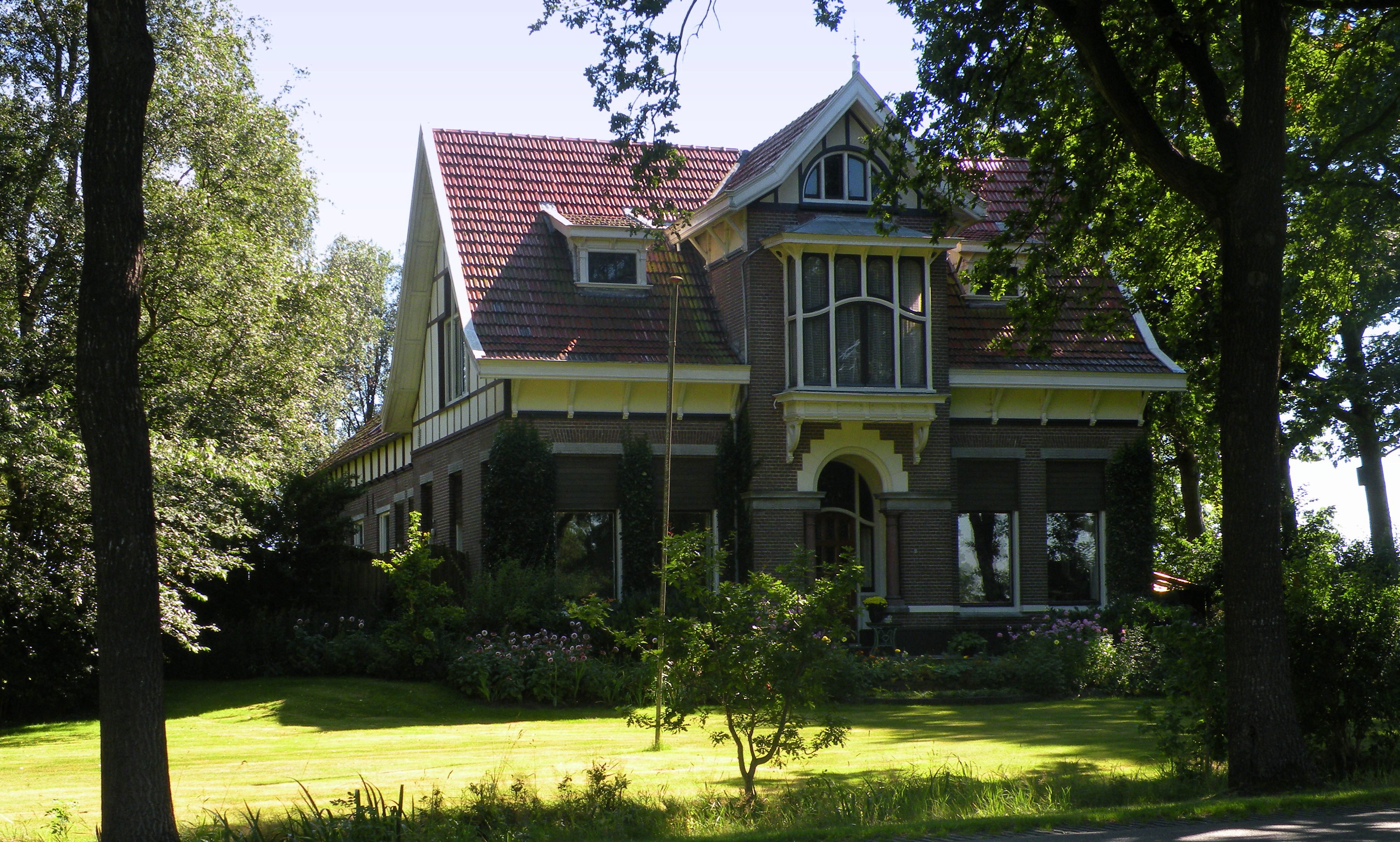
Будинок у Рейнерволді
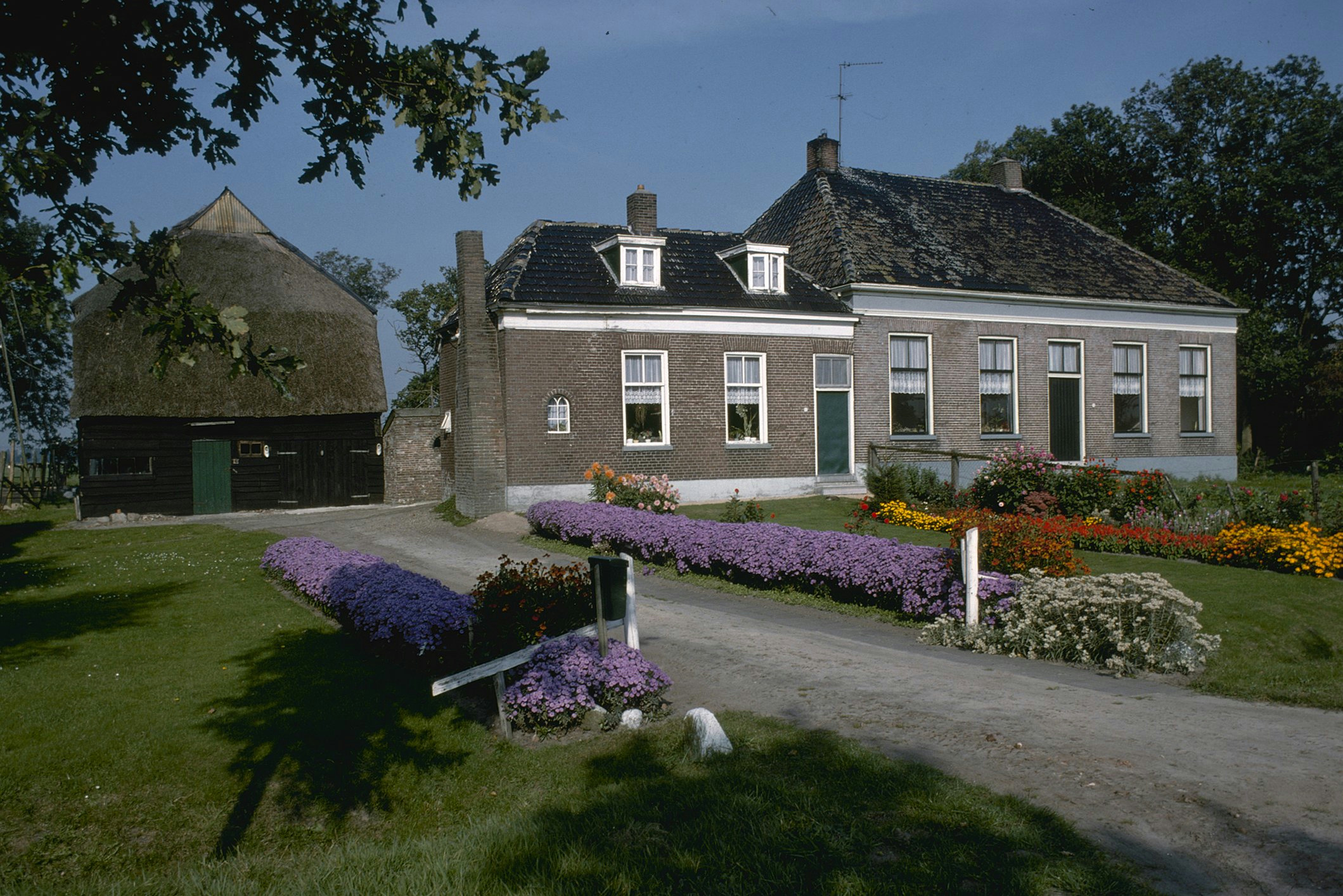
Ферма у селі
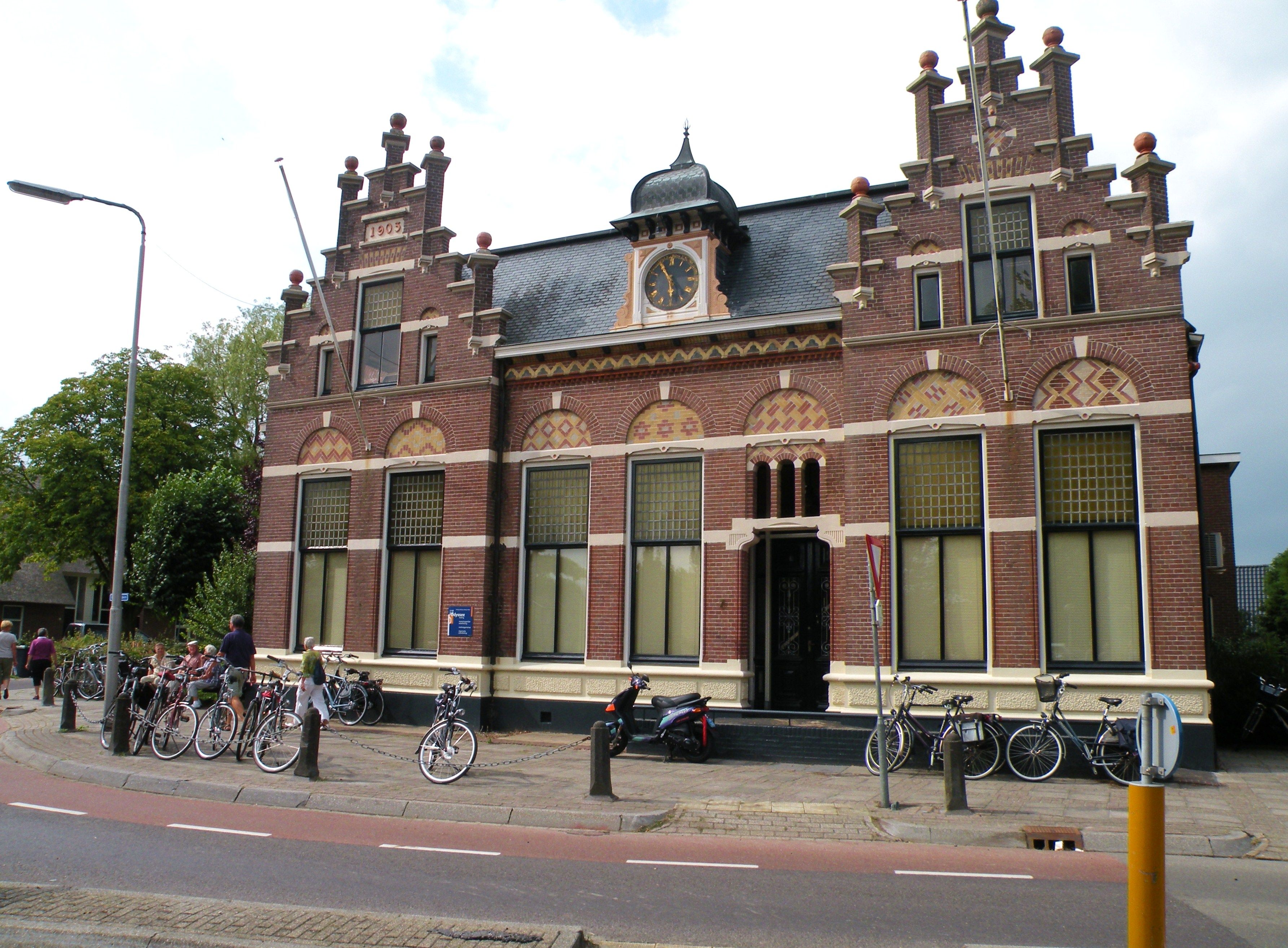
Булівля колишньої мерії
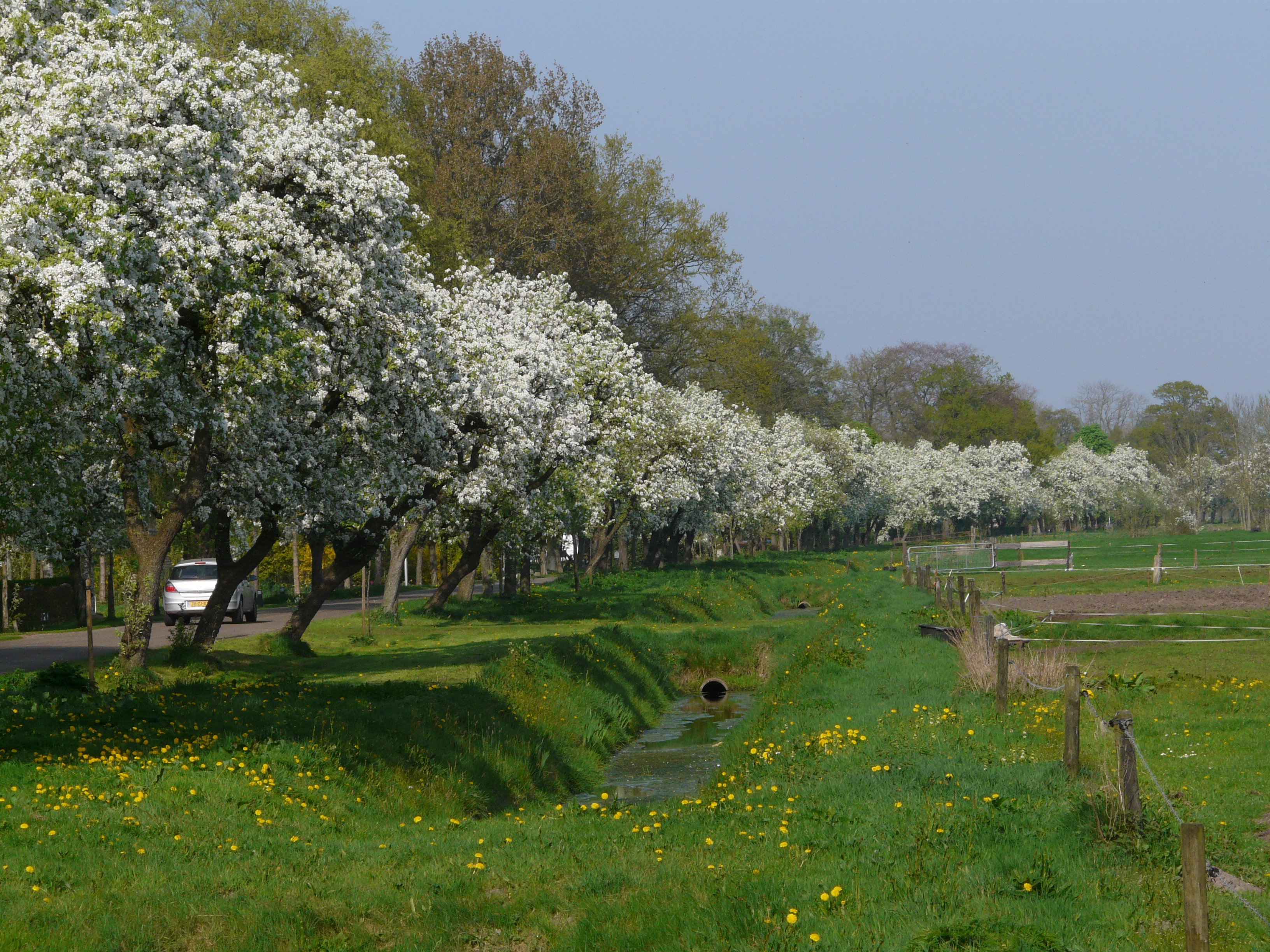
Дерева увздовж дороги